# ГЕС Швелі 1
ГЕС Швелі 1 — гідроелектростанція на північному сході М'янми. Знаходячись після ГЕС Lóngjiāng (Китай), наразі становить нижній ступінь каскаду на річці Швелі, великій лівій притоці Іраваді (протікаюча майже виключно у М'янмі одна з найбільших річок Південно-Східної Азії, яка впадає кількома рукавами до Андаманського моря та Бенгальської затоки). В майбутньому нижче по течії заплановане спорудження наступних станцій каскаду.
В межах проекту річку перекрили бетонною гравітаційною греблею висотою 47 метрів, яка утримує витягнуте по долині Швелі на 10 км водосховище з площею поверхні 1,3 км2 та об’ємом 24 млн м3. Зі сховища під правобережним масивом прокладено дериваційний тунель довжиною біля 6 км, який подає ресурс до наземного машинного залу (відстань між ним та греблею по руслу складає 9,5 км).
Основне обладнання станції становлять шість турбін типу Френсіс потужністю по 100 МВт, які при напорі 299 метрів забезпечують виробництво 4 млрд кВт-год електроенергії на рік.
Видача продукції відбувається по ЛЕП, розрахованій на роботу під напругою 230 кВ.
Проект реалізувала китайська компанія YUPD55, при цьому третина продукції спрямовується до енергомережі Китаю.